# Melanostoma columbianum
Melanostoma columbianum är en tvåvingeart som först beskrevs av Günther Enderlein 1938.  Melanostoma columbianum ingår i släktet gräsblomflugor, och familjen blomflugor.
Artens utbredningsområde är Colombia. Inga underarter finns listade i Catalogue of Life.